# Callitula uliginosa
Callitula uliginosa är en stekelart som först beskrevs av Girault 1913.  Callitula uliginosa ingår i släktet Callitula och familjen puppglanssteklar. Inga underarter finns listade.